# Námořní součinnost 2013

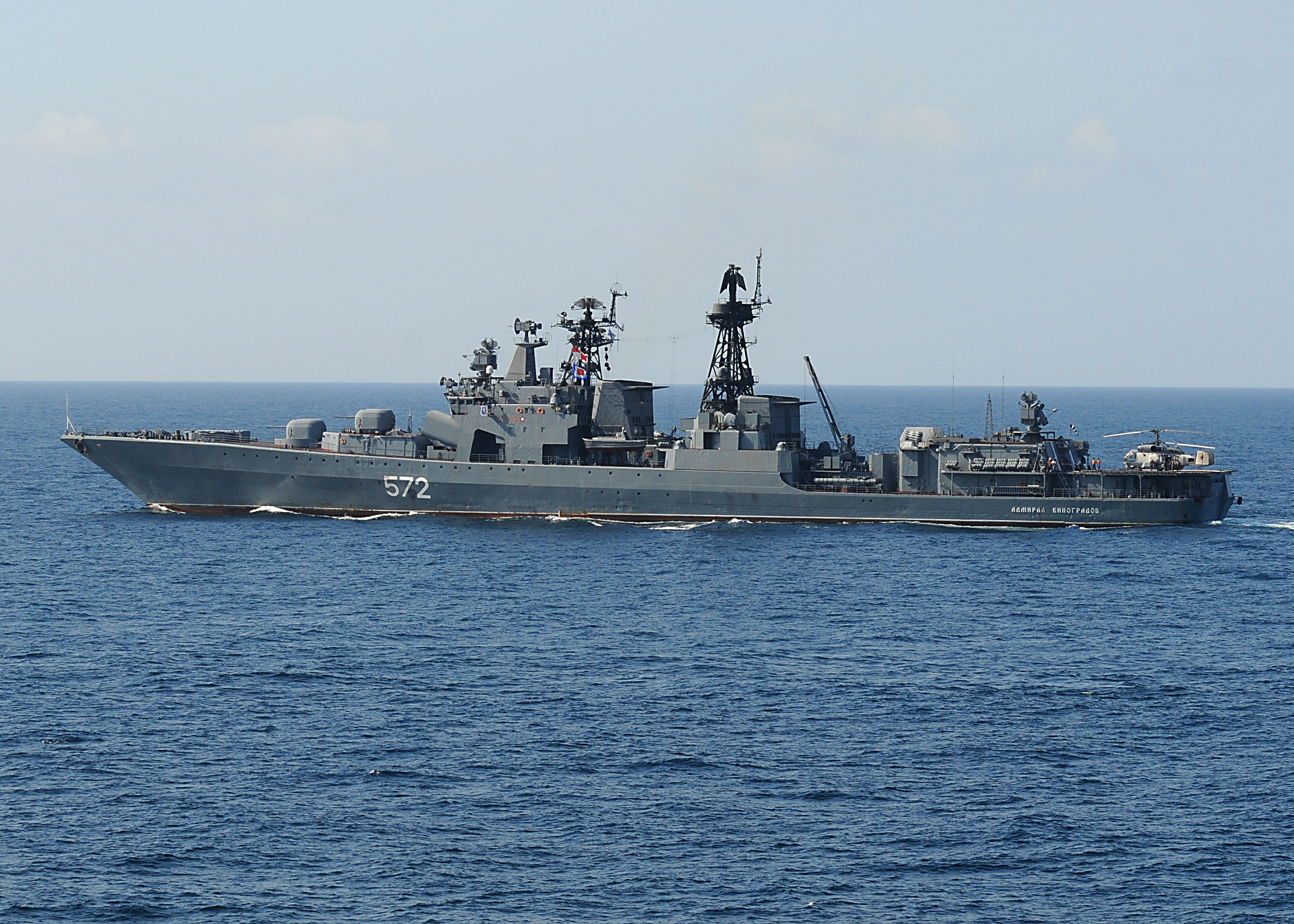
Ruský torpédoborec Admiral Vinogradov

Námořní součinnost 2013 (anglicky Naval Interaction 2013) byla společná akce válečných námořnictev Ruské federace a Čínské lidové republiky. Manévry se odehrávaly v Japonském moři mezi 5. až 12. červencem 2013, jejich aktivní část pak ve dnech 8. až 10. července. Cílem akce bylo „další upevnění a rozvoj rusko-čínských vztahů ve vojenské sféře“. Jednalo se o historicky největší čínské námořní manévry uskutečněné v zahraničí. Během manévrů byl proveden nácvik záchrany unesené lodi, eskortování obchodních lodí a obrana konvoje proti útokům z moře a ze vzduchu.

## Zúčastněná plavidla

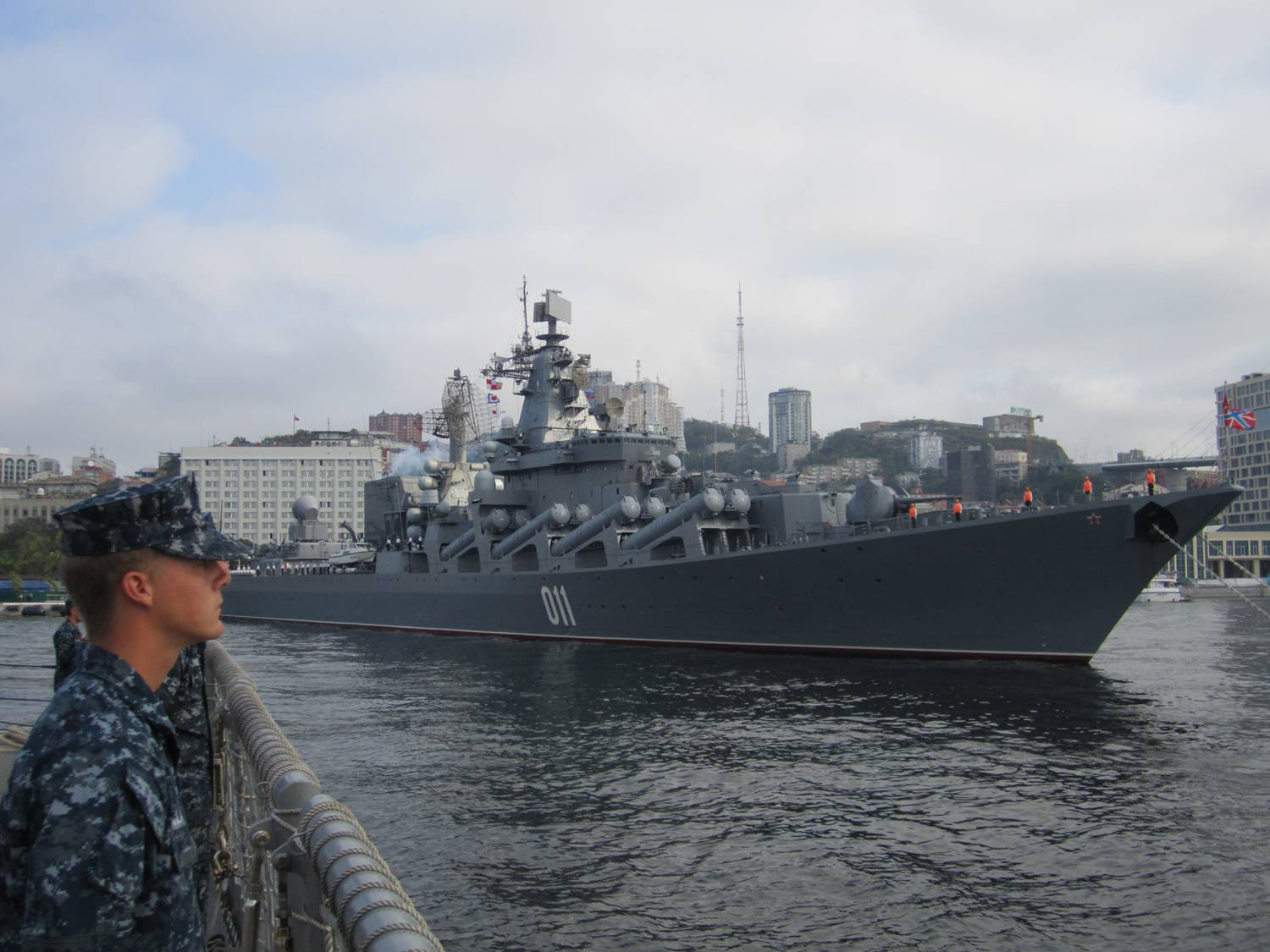
Raketový křižník Varjag v roce 2012

Cvičení se zúčastnilo 19 plavidel a nejméně dvanáct letadel. Na čínské straně to bylo 7 plavidel (4 torpédoborce, 2 fregaty s naváděnými střelami a pomocná loď) pod velením kontradmirála Jang Ťün-feje.
Seznam zúčastněných plavidel:
Ruské námořnictvo
- Varjag (011) – křižník projektu 1164 Atlant (třída Slava)
- Admiral Vinogradov (572) – torpédoborec projektu 1155 Fregat (třída Udaloj)
- Maršal Šapošnikov (543) – torpédoborec projektu 1155 Fregat (třída Udaloj)
- Bystryj (715) – torpédoborec projektu 956 Saryč (třída Sovremennyj)
- 2 korvety (927 a 940) projektu 1241 (třída Tarantul)
- 1 ponorka projektu 877 (třída Kilo)

Námořnictvo Čínské lidové osvobozenecké armády

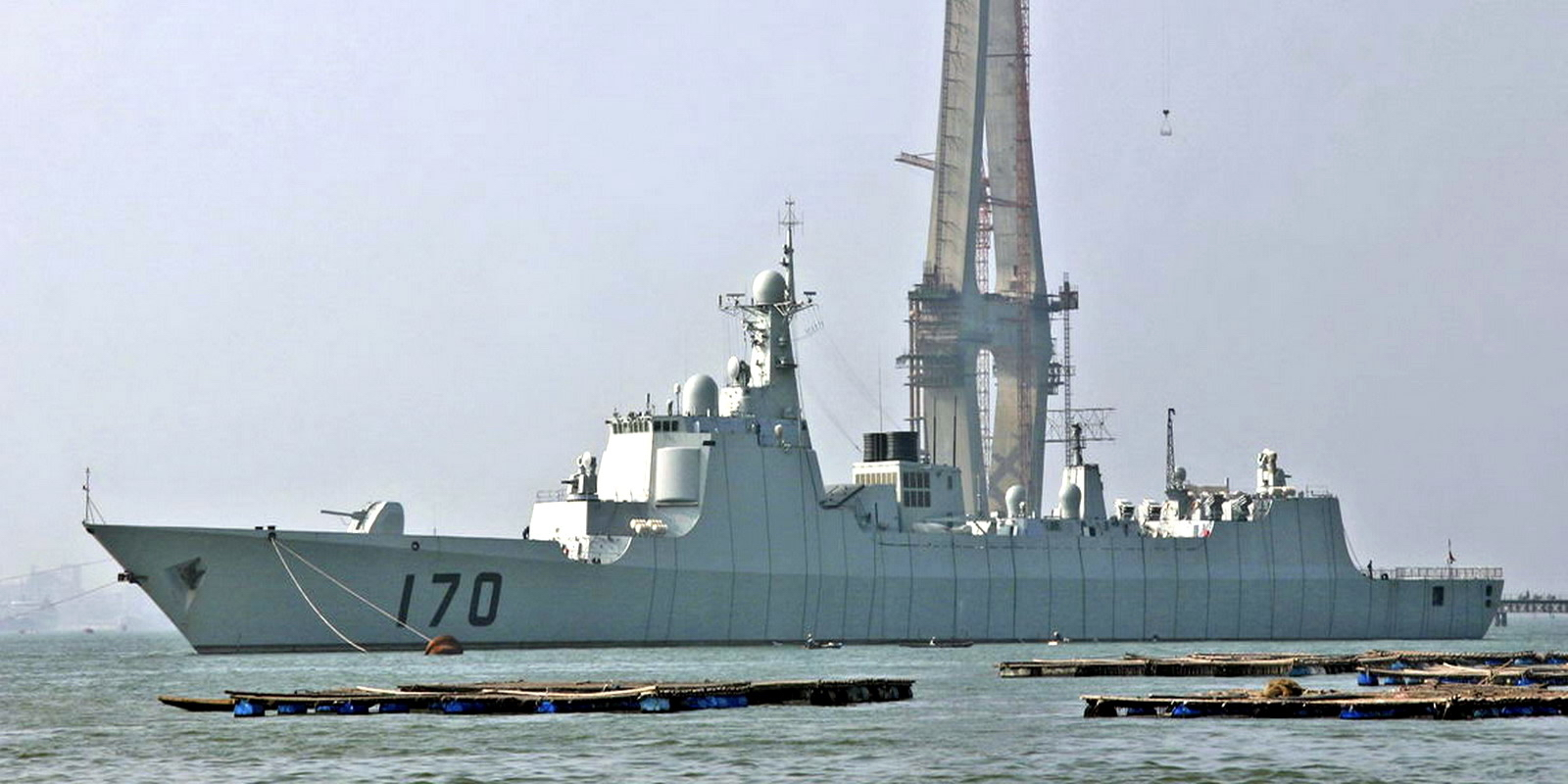
Čínský torpédoborec Lan-čou

- Š'-ťia-čuang (116) – torpédoborec typu 051C (třída Luzhou)
- Šen-jang (115) – torpédoborec typu 051C (třída Luzhou)
- Wu-chan (169) – torpédoborec typu 052B (třída Luyang-I)
- Lan-čou (170) – torpédoborec typu 052C (třída Luyang-II)
- Jen-tchaj (538) – fregata typu 054A (třída Jiangkai II)
- Jen-čcheng (546) – fregata typu 054A (třída Jiangkai II)
- Chung-ce-chu (881) – zásobovací tanker typu 905 (třída Fuqing)